# Стара Серьодка
Стара Серьодка (рос. Старая Серёдка) — присілок у Лузькому районі Ленінградської області Російської Федерації.
Населення становить 189 осіб. Належить до муніципального утворення Скребловське сільське поселення.

## Історія
Згідно із законом від 28 вересня 2004 року № 65-оз належить до муніципального утворення Скребловське сільське поселення.

## Населення
| 2007 | 2010 |
| ---- | ---- |
| 170  | ↗189 |